# Alopecurus rendlei
Espèce
 Alopecurus rendlei est une espèce de plantes herbacées monocotylédones de la famille des Poaceae.

## Statut
Cette plante est protégée dans le Nord-Pas-de-Calais.